# Egyenlőtlenség (matematika)
Ha két szám vagy kifejezés a > (nagyobb), < (kisebb), ≠ (nem egyenlő), ≥ (nagyobb vagy egyenlő), ≤ (kisebb vagy egyenlő) jelek valamelyikével van összekapcsolva, akkor azt egyenlőtlenségnek nevezzük. Rendezett testek fölött mindegyik iránynak van értelme, egyébként csak ≠ értelmű egyenlőtlenségek írhatók fel.
Az egyenlőtlenségek az egyenletekhez hasonlóan osztályozhatók. A csak algebrai kifejezéseket és számokat tartalmazó egyenlőtlenségek algebraiak, a többi egyenlőtlenség transzcendens. A transzcendens egyenlőtlenségeket tovább osztályozzák a bennük levő nem algebrai kifejezések szerint, így beszélnek trigonometrikus, logaritmusos vagy exponenciális egyenlőtlenségekről.
Ha egy egyenlőtlenségben több változó is szerepel, akkor az egyenlőtlenség többváltozós.

## Tulajdonságai
1. Ha az egyenlőtlenség két oldalát felcseréljük, annak értelme ellenkezőre változik:
ha a > b, akkor b < a.
2. Tranzitív tulajdonság:
ha a > b és b > c, akkor a > c.
3. Ha az egyenlőtlenség mindkét oldalát tetszés szerinti számmal növeljük vagy csökkentjük, annak értelme nem változik:
ha a > b, akkor a + c > b + c és a – c > b – c, vagy
ha a < b, akkor a + c < b + c és a – c < b – c.
4. Megegyező értelmű egyenlőtlenségek bal és jobb oldalait külön-külön összeadva, az egyenlőtlenség értelme nem változik meg:
ha a > b és c > d, akkor a + c > b + d, vagy
ha x < t és y < u, akkor x + y < t + u.
5. Két ellentétes értelmű egyenlőtlenség bal és jobb oldalait egymásból kivonva a kisebbítendővel megegyező értelmű egyenlőtlenséget kapunk:
ha a > b és c < d, akkor a – c > b – d, vagy
ha a < b és c > d, akkor a – c < b – d.
6. Az egyenlőtlenség értelme nem változik, ha mindkét oldalát egy tetszés szerinti pozitív számmal megszorozzuk vagy elosztjuk:
ha a > b és m > 0, akkor am > bm és {\displaystyle {\frac {a}{m}}>{\frac {b}{m}}}.
7. Az egyenlőtlenség értelme ellentétére változik, ha mindkét oldalt egy tetszőleges negatív számmal szorozzuk vagy osztjuk:
ha a > b és n < 0, akkor an < bn és {\displaystyle {\frac {a}{n}}<{\frac {b}{n}}}.
8. Ha az egyenlőtlenség két oldalának előjele megegyezik, a két oldal reciprokát véve az egyenlőtlenség értelme ellenkezőjére változik:
ha a > b > 0, , akkor {\displaystyle {\frac {1}{a}}<{\frac {1}{b}}}, valamint
ha a < b < 0, akkor {\displaystyle {\frac {1}{a}}>{\frac {1}{b}}}.
9. Ha az egyenlőtlenség mindkét oldalán pozitív értékű mennyiség szerepel, akkor mindkét oldal tetszőleges pozitív egész kitevőjű hatványát véve, vagy mindkét oldalból tetszőleges pozitív egész gyökkitevőjű gyököt vonva, az egyenlőtlenség értelme nem változik:
a > b > 0 és n > 0 egész szám, akkor {\displaystyle a^{n}>b^{n}} és {\displaystyle {\sqrt[{n}]{a}}>{\sqrt[{n}]{b}}}
10. Ha ugyanazt a monoton függvényt alkalmazzuk mindkét oldalra, akkor az egyenlőtlenség iránya megmarad, ha a függvény monoton nő, és megfordul, ha monoton csökken.

## Nevezetes egyenlőtlenségek
- Számtani és mértani közép közötti egyenlőtlenség
- Számtani és négyzetes közép közötti egyenlőtlenség
- Mértani és harmonikus közép közötti egyenlőtlenség
- Hatványközepek közötti egyenlőtlenség
- Bernoulli-egyenlőtlenség
- Hölder-egyenlőtlenség
- Jensen-egyenlőtlenség
- Cauchy–Bunyakovszkij–Schwarz-egyenlőtlenség

## Komplex számok és vektorok
A komplex számok nem alkotnak rendezett testet, mivel a –1 felírható négyzetösszegként. A lexikografikus rendezésekre viszont teljesül, hogy ha a ≤ b akkor a + c ≤ b + c. Ugyanez a szorzásra már nem igaz.
A komplex számokhoz hasonlóan az egynél magasabb dimenziós vektorok sem rendezhetők, de a lexikografikus rendezéseknek megvannak a komplex számok körében is teljesülő tulajdonságai. A szorzásra való viselkedés vizsgálatához inverzekre is szükség lenne, amik egy általános vektortérben nincsenek.
Meg kell jegyezni, hogy a lexikografikus rendezés nem trichotóm.

## Egyenlőtlenség-rendszerek
Ha több egyenlőtlenség közös megoldásait keressük, akkor egyenlőtlenség-rendszerekhez jutunk. Itt legtöbbször több változós algebrai egyenlőtlenségekről van szó. Ezek az egyenlőtlenség-rendszerek a kombinatorikus optimalizálás és az operációkutatás területén fontosak, ahol is az algebrai egyenletrendszerek megoldáshalmazán optimalizálnak.